# Rimito församling
Rimito församling (finska: Rymättylän seurakunta) är en evangelisk-luthersk församling i Nådendal i Rimito, Finland. Församlingen hör till Åbo ärkestift och Nousis prosteri. Kyrkoherde i församlingen är Petri Sirén. I slutet av 2021 hade Rimito församling cirka 1 580 medlemmar. Församlingens verksamhet sker i huvudsakligen på finska.
Rimito församlings huvudkyrka är den medeltida Rimito kyrka. Rimito församling tillhör Nådendals kyrkliga samfällighet.